# Emil Jonov
Emil Jonov (in bulgaro Емил Йонов?; Vǎlčedrǎm, 9 dicembre 1961) è un ex cestista bulgaro.

## Carriera
Con la Bulgaria ha disputato due edizioni dei Campionati europei (1985, 1989).